# Egon Kubuschok
Egon Bernhard Edmund Kubuschok (* 12. November 1902 in Rosenberg, Oberschlesien; † 27. August 1981 in Bad Honnef) war ein deutscher Jurist. Kubuschok wurde bekannt als Verteidiger von Franz von Papen und der Reichsregierung beim Nürnberger Prozess gegen die Hauptkriegsverbrecher im Rahmen der Nürnberger Prozesse in den Jahren 1945/1946.

## Leben
Kubuschok war der Sohn des Arztes Rudolf Kubuschok und seiner Ehefrau Gertrud, geborene Stober. In seiner Jugend besuchte er das städtische Johannes-Gymnasium in Breslau, wo er zu Ostern 1922 das Abitur bestand. Anschließend studierte Kubuschok – mit Unterbrechungen zugunsten kaufmännischer Betätigung – sechs Jahre lang Rechtswissenschaften an der Friedrich-Wilhelms-Universität Breslau. Nachdem er am 6. Juni 1928 am Oberlandesgericht Breslau das Referendar-Examen abgelegt hatte, war er seit dem 23. Juni 1928 als Referendar bei der Staatsanwaltschaft in Oels bzw. beim Amts- und Landgericht in Breslau tätig. Nebenbei promovierte er mit einer Arbeit zum Eigentumsrecht zum Dr. jur. Die mündliche Doktorprüfung bestand Kubuschok am 10. Juli 1928.
Nach dem Ende seines juristischen Vorbereitungsdienstes ließ Kubuschok sich als Rechtsanwalt mit Schwerpunkt im Bereich Strafrecht in Breslau nieder.
Während des Zweiten Weltkrieges profilierte sich Kubuschok als Verteidiger tschechischer Widerstandskämpfer vor dem nationalsozialistischen Volksgerichtshof. Unter anderem verteidigte er Václav Kropáček, einen zu Tode verurteilten Mitarbeiter der Widerstandsgruppe Obrana národa; Kubuschok wurde nach seiner Verteidigung aus dem Nationalsozialistischen Rechtswahrerbund (dem Deutschen Anwaltsverein in der NS-Zeit) ausgeschlossen.
Nachdem die alliierten Siegermächte des Zweiten Weltkrieges bereits während des Krieges ihre Absicht bekannt gegeben hatten, Kriegsverbrecher auf Seiten der Achsenmächte für ihre Taten zur Rechenschaft zu ziehen, begannen sie im Sommer 1945, wenige Monate nach Kriegsende in Europa damit, ihre Vorbereitungen zur Verwirklichung dieses Vorhabens in Hinblick auf die ehemalige Führung des zusammengebrochenen Deutschen Reiches zu konkretisieren: Zu diesem Zweck wurden auf Grundlage des Londoner Statuts bestimmte führende Einzelpersönlichkeiten und Institutionen des NS-Staates ausgesucht, gegen die wenige Monate später im Zuge eines als „Prozess gegen die Hauptkriegsverbrecher“ bezeichneten Verfahrens vor einem Militärtribunal aus Vertretern der vier Siegermächte Anklage erhoben werden sollte. Unter diesen befand sich unter anderen der ehemalige Reichskanzler Franz von Papen. Diesem wurde insbesondere seine Rolle bei der Bildung der Regierung Hitler im Frühjahr 1933 sowie seine Tätigkeit als Vizekanzler (1933–1934) und Diplomat (1934–1944) im Dienst des NS-Staates zum Vorwurf gemacht.
Ihre Verteidiger durften sich die Angeklagten im Rahmen des Prozesses gegen die Hauptkriegsverbrecher – der den Auftakt der Nürnberger Prozesse bildete – selbst aussuchen. Papen entschied sich daraufhin aufgrund der Empfehlung des mit ihm befreundeten schlesischen Magnaten Friedrich von Schaffgotsch, dessen Rechtsanwalt Kubuschok seit Jahren war, für Kubuschok als seinen Strafverteidiger.
Kubuschok stand Papen während der gesamten Dauer des Hauptkriegsverbrecherprozesses, der sich von Oktober 1945 bis September 1946 hinzog, zur Seite. Zusätzlich zur Verteidigung Papens übernahm er außerdem die Verteidigung der Reichsregierung, die als juristische Person von den Siegermächten aufgrund des Verdachtes, eine kriminelle Organisation gewesen zu sein, ebenfalls unter Anklage gestellt wurde. Während am Ende des Prozesses 19 von 22 angeklagten Einzelpersonen sowie fast alle angeklagten Organisationen für schuldig befunden wurden, konnte Kubuschok sowohl für von Papen als auch für die Organisation „Reichsregierung“ Freisprüche erreichen. In seinen Lebenserinnerungen erklärte Papen folgerichtig, dass er mit der Wahl Kubuschoks als Verteidiger „einen ausgezeichneten Griff“ getan habe. Dieser sei ein „vorzüglicher Strafverteidiger“ gewesen, den „sein klarer, durchdringender Verstand und seine schnelle Auffassungsgabe“ in die Lage versetzt habe, im Laufe des Prozesses jeder Situation gerecht zu werden.
1948 übernahm Kubuschok noch die Verteidigung des Bankiers Karl Rasche im Rahmen des Wilhelmstraßen-Prozesses. Im Oktober 1970 erhielt Dr. Kubuschok von Bonns Landgerichtspräsident Hugo Dieckmann das Bundesverdienstkreuz Erster Klasse. Kubuschock hatte sich nach dem Krieg mit viel persönlichem Einsatz für die Freilassung politischer Gefangener in den Staaten des Ostblocks eingesetzt.
Später ließ Kubuschok sich in Bad Honnef nieder, wo er am 27. August 1981 verstarb.

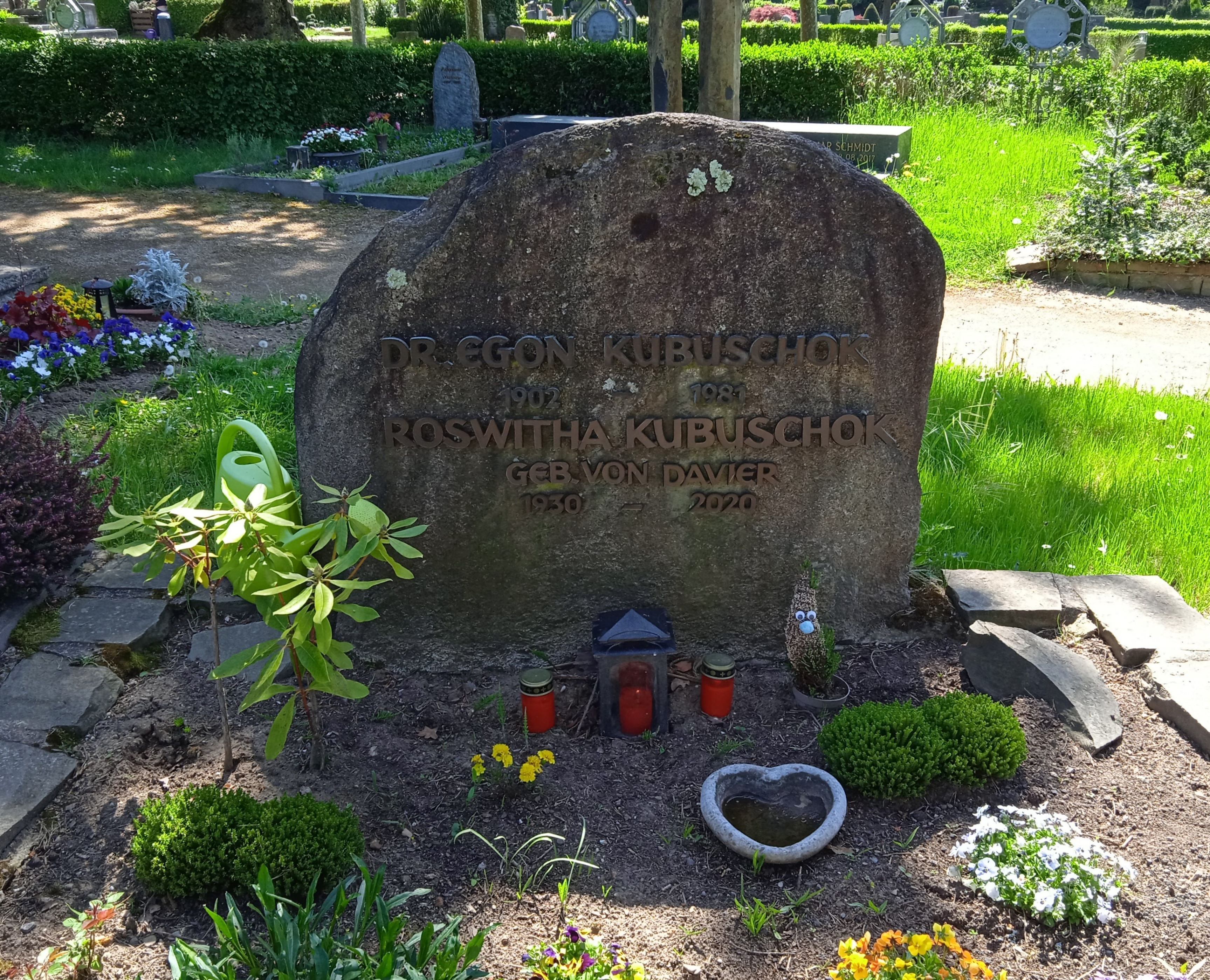
Grab von Egon Kubuschok auf dem Neuen Friedhof in Bad Honnef

## Schriften
- Der Fruchterwerb des Nichteigentümers nach bürgerlichem Recht, 1930. (Dissertation)
- mit Rudolf Weißstein: Rückerstattungsrecht der britischen und amerikanischen Zone. Kommentar zum Militärregierungsgesetz 51, 1950.